# Miloš Konopásek
Miloš Konopásek, češko-ameriški strojni inženir in računalnikar, † 9. januar 2002, Boston, Massachusetts, ZDA.
Konopásek je najbolj znan kot avtor sistema QAS in programskega okolja TK!Solver, iterativnega deklarativnega okolja na podlagi omejitev za numerično reševanje sistemov enačb.

## Življenje in delo
Rodil se je na Češkoslovaškem in je diplomiral na Tekstilnem inštitutu v Leningradu. Doktoriral je na Univerzi v Manchestru. Njegova kariera je vključevala vodstvene, raziskovalne in pedagoške položaje na Češkoslovaškem, v Združenem kraljestvu in ZDA, vključno s Tehnološkim inštitutom Georgie (GT) in Državno univerzo Severne Karoline (NCSU).
V Manchestru je v poznih 1960-ih in zgodnjih 1970-ih razvil sistem, imenovan »Sistem odgovorov na vprašanja o matematičnih modelih« (Question Answering System on mathematical models, QAS). Pričakoval je, da bo njegov sistem uporabljal širok nabor neračunalniških strokovnjakov in nematematikov, ki uporabljajo matematiko na svojih področjih.
Spoznal je, da je novi osebni računalnik idealno sredstvo za prenos njegovega koncepta v množice, in je leta 1977 zanje razvil različico svojega sistema. Leta 1982 je Software Arts komercializiral TK!Solver na podlagi njegovega dela.
Bil je višji znanstvenik pri Software Arts in bil gostujoči profesor na Oddelku za strojništvo na Tehnološkem inštitutu Massachusettsa (MIT). Ko je bil TK!Solver prodan podjetju Universal Technical Systems (Rockford, Illinois), je ostal podpredsednik UTS.
Večina njegovih raziskovalnih interesov in prispevkov je bila na področju tekstilnega inženirstva, uporabne mehanike, operacijskih raziskav in računalništva na tako raznolikih področjih, kot so CAD/CAM, analiza velikih uklonov vitkih teles, topologija linijskih struktur in jezikovno oblikovanje. Bil je član Združenja za računalniške stroje (ACM) in Računalniškega društva Inštituta inženirjev elektrotehnike in elektronike (IEEE CS).

## Izbrana bibliografija
- ——— (1970). Improved Procedures for Calculating the Mechanical Properties of Textile Structures (PDF) (doktorska disertacija). Univerza v Manchestru. Pridobljeno 21. marca 2025 – prek proquest.com.
- ——— (1975), »An advanced question answering system on sets of algebraic equations«,  v Lewin (ur.), Proceedings of the European Conference on Interactive Systems
- ———; Kazmierczak, M. (1977), »A question answering system on mathematical models in microcomputer environments«,  v Warren, J. C. (ur.), Proceedings of a Conference on Personal and Home Computers, San Francisco: Computer Faire
- Jayaraman, Sundaresan; Lee, Mary Jane; ——— (1982), »Human-computer interface considerations in the design of personal computer software«,  v Nichols, Jean A.; Schneider, Michael L. (ur.), Proceedings of the 1982 Conference on Human Factors in Computing Systems, CHI 1982, Gaithersburg, Maryland, ZDA, 15–17. marec 1982: ACM, str. 58–62, doi:10.1145/800049.801755{{citation}}:  Vzdrževanje CS1: lokacija (povezava)